# مسجد شیخ تاج‌الدین
مسجد شیخ تاج الدین مربوط به دوره قاجار است و در مراغه، تقاطع خیابان حق نظر و دکتر چمران واقع شده و این اثر در تاریخ ۱۸ اسفند ۱۳۸۷ با شمارهٔ ثبت ۲۵۱۸۸ به‌عنوان یکی از آثار ملی ایران به ثبت رسیده است.